# Други опијумски рат
Други опијумски рат, такође познат као Други енглеско-кинески рат, Други кинески рат, Рат стрела или Енглеско-француска експедиција у Кини, је рат Француске и Велике Британије од 1856. године до 1860. године против династије Ћинг у Кини.
То је био други велики сукоб у опијумским ратовима, који су се водили око права на увоз опијума у Кину, а резултирао је другим поразом династије Ћинг и присилном легализацијом трговине опијумом. То је навело многе кинеске званичнике да верују да сукоби са западним силама више нису традиционални ратови, већ део надолазеће националне кризе.
Године 1860, британске и француске трупе су се искрцале у близини Пекинга и пробијале се у град. Мировни преговори су брзо пропали и британски високи комесар у Кини наредио је страним трупама да опљачкају и униште Царску летњу палату, комплекс палата и вртова у којима су цареви из династије Ћинг обављали државне послове.
Током и након Другог опијумског рата, влада Ћинга је такође била принуђена да потпише уговоре са Русијом, као што су Ајгунски споразум и Пекиншка конвенција. Као резултат тога, Кина је Русији уступила више од 1,5 милиона квадратних километара територије на свом североистоку и северозападу. Са завршетком рата, Ћинг влада је била у могућности да се концентрише на сузбијање Тајпиншке побуне и одржавање своје владавине. Између осталог, Пекиншка конвенција уступила је Британцима полуострво Ковлун као део Хонгконга.

## Позадина
Током 1850—их дошло је до раста империјализма. Западне силе су имале заједнички циљ да се шире на прекоморска тржишта и да успостављају луке. Велика Британија је захтевала од династије Ћинг да се поново преговарала о споразуму из Нанкинга склопљеног 1842. након Првог опијумског рата. Британија се позивала на статус најповлаштеније нације. Захтевала је од Кине
- да се цела Кина отвори за британске трговце
- да се легализује трговина опијумом
- да се изузме страни увоз од унутрашњих транзитних наплата
- да се сузбију пирати
- да се дозволи британском амбасадору да одседа у Пекингу
- да енглеска верзија споразума буде изнад кинеске верзије

Династија Ћинг је одбила захтеве за ревизију споразума из Нанкинга, а које су јој упутили Велика Британија, Француска и САД.

## Избијање сукоба
Овај рат се може сматрати наставком Првог опијумског рата (1839—1842), па се зове Други опијумски рат. Кинески царски службеници су 10. августа 1856. ушли на брод Ароу у кинеском власништву регистрован у Хонгконгу. Сумњали су да се бави кријумчарењем или пиратством. Ухапсили су 12 кинеских поданика. Британски службеници из Кантона захтевали су ослобађање. Тврдили су да пошто је брод регистрован код Британаца да се на њега односи споразум из Нанкинга. Када су Кинези доказали да су у праву Британци су потегли аргумент, да је брод пловио под британском заставом и да су кинески војници повредили британску заставу. У то време у Кини је био покренут Тајпиншки устанак и кинеска династија није била у позицији да војно одговори Западу. Тај инцидент је познат као Ароу инцидент.
У то време Британија је имала проблема у Индији, где је трајала побуна сепоја. Британци су због тога на инцидент Ароу реаговали са закашњењем, па су тек 1857, напали Кантон са Бисерне реке. Кинески гувернер Квантунга и Гуангсија наредио је кинеским војницима по тврђавама да не пружају отпор британским војницима. Након заузимања једне тврђаве близу Кантона Британци су напали Кантон. У међувремену у Хонгконгу је постојала завера да се отрују Европљани помоћу хлеба, у који је умешан арсеник. Међутим додали су превише арсеника, па је то било откривено. 
Британски парламент је тражио одговор од Кине што се тиче Ароу инцидента. Упутили су Кини оштар демарш. Тражили су од Француске, САД и Русије да се придруже савезу против Кине. Француска се придружила акцији, јер су Кинези убили једнога француског мисионара у Гуангсију. Сад и Русија су послали изасланике у Хонгконг пружајући подршку Британији и Француској. Ипак нису послали војну помоћ. Здружене британско-француске снаге су напале крајем 1857. и заузеле су Кантон. Заробили су гувернера Квантунга. Кантоном су владали четири године. Након заузимања Кантона испловили су северно да заузму једну тврђаву близу Тјенцина у мају 1858.

## Споразуми из Тјенцина
Први део рата је завршио у јуну 1858. Потписани су споразуми из Тјенцина. Споразум су поред Британије и Кине потписали Француска, САД и Русија. По тим споразумима Кина је морала отворити још 11 лука за западну трговину. У почетку су Кинези одбијали да потпишу споразуме. Главне тачке споразума су:
- Британија, Француска, Русија и САД имају право да успоставе дипломатске легате (мале амбасаде) у Пекингу, који је тада био затворен град
- Још десет кинеских лука ће се отворити за страну трговину
- Страни бродови имају право да слободно плове реком Јангце
- Странци имају право да путују у унутрашњост Кине, што је раније било забрањено
- Кина ће платити ратну штету Британији и Француској свакој по 2 милиона јамба сребра
- Кина ће платити компензацију британским трговцима 2 милиона јамба сребра због уништења њихове имовине

Русија и Кина су потписале посебан споразум 28. маја 1858., који је представљао ревизију Нерчинског споразума из 1689. Русија је добила леву обалу реке Амур. Русија је на тај начин добила контролу део обале пацифика који се не замрзава. Територија источно од реке Усури и јужно од Амура постаје кондоминијум, тј подручје којим заједнички управљају Кина и Русија. Русија је основала 1860. на новодобијеном подручју град Владивосток.

## Наставак рата
Након што је цар 1858. пристао на понижавајуће споразуме са западом многи кинески министри су наговорили цара да се одупре и не попушта Западу. Цар је наредио свом монголском генералу Сенге Ринчену да се довуче војска до Дагу тврђаве крај Тјенцина. Британска морнарица је јуна 1859. са 2.200 војника и 21 бродом кренула према Тјенцину, са циљем да спроведу амбасадоре реком до Пекинга. Кинески генерал Сенге Ринчен им је рекао да могу да се искрцају, али да британска војска не може до Пекинга. По ноћи 24. јуна 1859. један одред Британаца је разнео препреке, које су спречавале британске бродове да плове уз реку. Покушали су насилно да заплове реком и нападали су Дагу тврђаву. Кинези су пружили жилав отпор, након даноноћне борбе Британци су изгубили 4 топовњаче и два друга брода. Британски конвој се повукао заштићен ватром са америчке ескадре. 
Током лета 1860. велика англо-француска војска од 11.000 Британаца и 6.799 Француза и са 173 брода испловила је из Хонгконга и заузела је луке Јантај и Даљен да би затворили Љаотуншки залив. Искрцали су се 3. августа крај Дагу Форта, којега су заузели након три седмице тј. 21. августа. Тјенцин су заузелим одмах 3. августа и одатле су кренули према Пекингу. Кинески цар је послао министре и тражио је мир. Међутим мировни преговори су прекинути, када је био ухапшен британски дипломата током преговора. Монголски генерал Сенге Ринчен је предводио 10.000 војника, укључујући елитну монголску коњицу. Дошло је до одлучујуђе битке у предграђима Пекинга. Међутим кинеска војска је била готово уништена након неколико фронталних напада. Странци су заузели Пекинг 6. октобра 1860.
Кинески цар Ксијанфенг је побегао из Пекинга, а у Пекингу је оставио брата да преговара у његово име. Британско-француска војска је одмах пљачкала краљевску палату. Војска је након пљачке остала ван града. Енглези су разматрали да ли да разоре Забрањени град. То је био предлог лорда Еглина као освета због убиства и тортуре над двадесет западних заробљеника. Руски и француски дипломати су одбили тај Елгинов предлог и предложили му да запали Стару летњу палату. Кинески историчари сматрају да је паљење Старе љетње палате служило да се покрије обим пљачке. Отац лорда Елгина је већ раније познат по томе што је од 1799. до 1803. однесао статуе са Акрополиса.

## Последице
Када је цар Ксијанфенг побегао из Пекинга. Споразум из Тјанцина је потписао царев брат и тако је завршио Други опијумски рат. 
- Кина је признала споразум из Тјенцина
- Тјенцин је постао трговачка лука
- Британија је добила Каулун крај Хонгконга.
- Кинези су морали платити 8 милиона јамба сребра Британији и Француској
- Успостављена је слобода вере у Кини
- Легализована је трговина опијумом

Две недеље касније руски дипломата Игнатијев је потписао додатни уговор, по коме је Русија добила близу милион квадратних километара територије.